# Laurin & Klement BS
Laurin & Klement BS byl dvoumístný automobil vyráběný rakousko-uherskou automobilkou Laurin & Klement od roku 1907 do roku 1909.

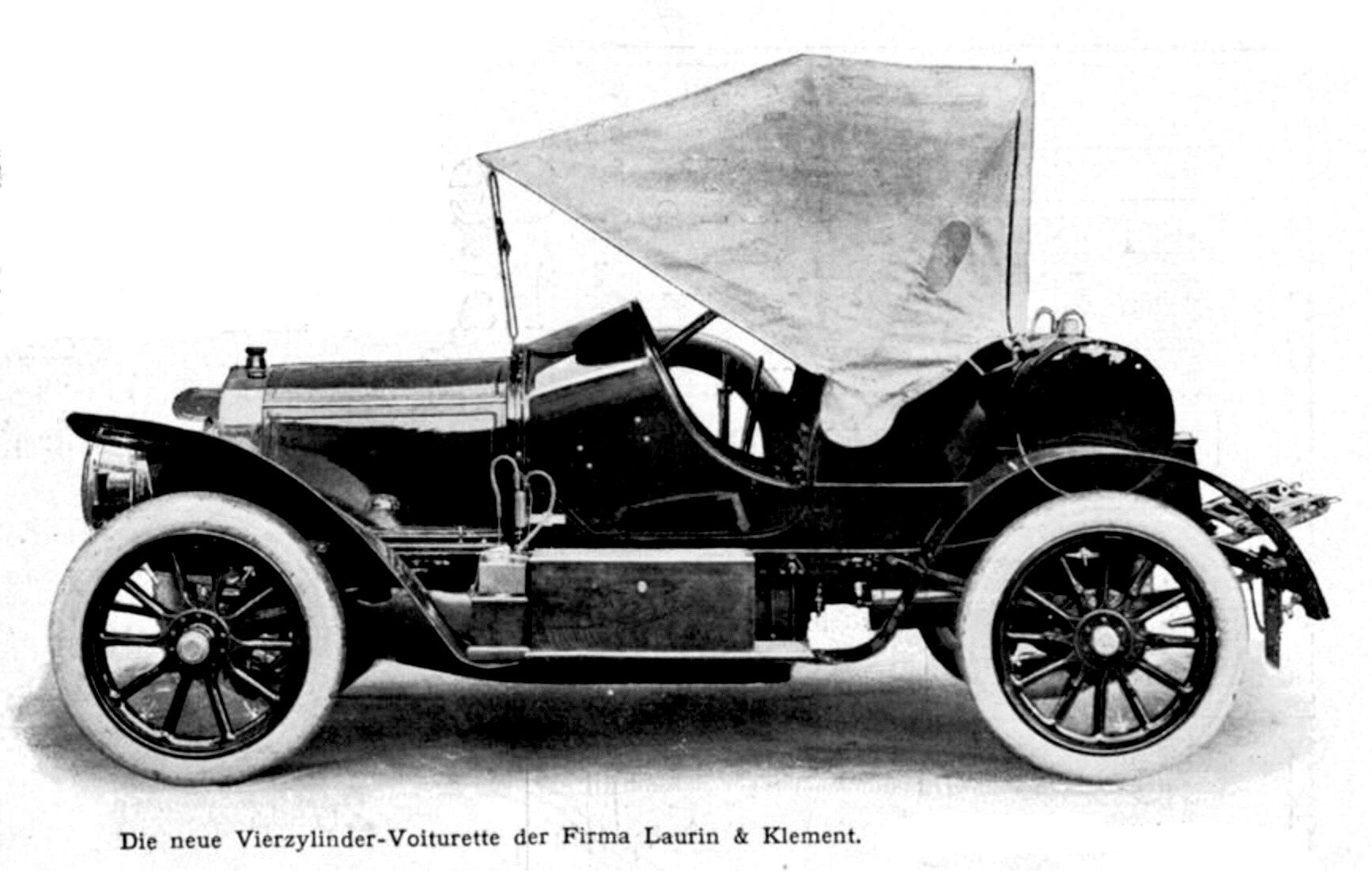
Laurin & Klement BS ; Zdvihový objem 1825 ccm s vrtáním 75 mm a zdvihem 88 mm. Výkon 12 až 14 koní.(1909).

Vodou chlazený motor uložený vpředu poháněl zadní kola, byl to řadový dvouválec s rozvodem SV s objemem 1399 cm³. Výkon byl 7,4 kW (10 koní). Vůz dosahoval rychlosti 50 – 60 km/h. Spotřeboval 8 l/100 km.